# 山鹿元次郎
山鹿 元次郎（やまが もとじろう、1859年2月2日〈安政5年12月30日〉 - 1947年〈昭和22年〉12月31日）は、日本のメソジストの牧師、教育者。文筆家である。弘前教会牧師を長年務める。
津軽藩士の古田家の次男として江戸藩邸に生まれる。山鹿素行の後の津軽山鹿家の養子になり、別家を継いだ。帰郷し東奥義塾に入り、ジョン・イングと本多庸一の指導を受ける。1875年（明治8年）10月3日にイングより洗礼を受ける。
養家の山鹿家の都合で新聞社経営に参加し、記者の筆禍事件の責を負って禁錮7ヶ月判決を受けた。獄中で聖書を読んで、献身の召命を受ける。1882年に本多庸一の勧めで、弘前教会内の女学校（弘前学院）の校長になる。その後、定住伝道としてH・W・シュワーツ宣教師の日本語教師として仙台に移る。
本多庸一の青山美以教会(銀座教会)の副牧師を経て、1889年には米沢美以教会へ赴任する。長老、執事の按手礼を受けて、1893年に弘前教会に赴任する。1894年択捉島に派遣されたにメソジスト伝道師だった中田重治（後の、日本ホーリネス教会監督）にかつ子伝道師を紹介して、8月に2人の結婚式を司式する。1897年に新会堂を建設、日曜学校、青年会、婦人会の整備に力を入れた。1897年には日本基督教団函館教会に行くが、1904年に再び弘前教会に戻る。その後、1926年まで弘前教会の牧会をした。
1922年の東奥義塾再興の際には理事長として活躍した。晩年は、東京の四男宅に同居して、自由な伝道活動を行った。